# دژ وایک
دژ وایک (انگلیسی: Wyke Castle) در دورست در جنوب انگلستان واقع شده‌است. این قلعه استوانه ای در سال ۱۸۵۵ میلادی ساخته شد.

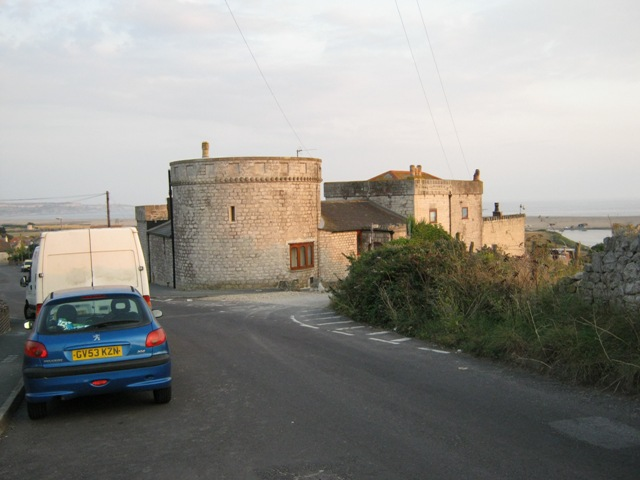